# Batusi
El Batusi (Pronunciado como Bat-tusi) es un estilo de baile a go-go creado en los años de 1960, inventado para la serie de televisión Batman. El nombre es un juego de palabras para el baile popular de los Watusi.

## Origen
Los Orlons, un cuarteto vocal de la ciudad de Filadelfia, tuvo el mayor éxito de su carrera como artistas de grabación con su grabación de "The Wah-Watusi" (Cameo 218), que debutó en el Billboard Hot 100 singles chart el 9 de junio de 1962 y se mantuvo en el Hot 100 durante 14 semanas; alcanzó su punto máximo en el #2 y mantuvo la posición durante dos semanas. En el gráfico de R&B, el sencillo alcanzó el puesto #5.
Esta no fue la única versión de la canción que llegó a las listas de éxitos. El 18 de enero de 1963, Chubby Checker lanzó su versión única de "The Wah-Watusi" (lado B de Cameo 221). Más tarde ese año, Smokey Robinson y los Milagros también grabaron su propia versión. Las portadas populares de la canción incluyen a Annette Funicello y The Isley Brothers. The Vibrations había lanzado previamente un sencillo de R&B en 1961 llamado "The Watusi" (EE. UU. # 25).
También en 1963, el músico puertorriqueño de jazz Ray Barretto tuvo su primer éxito con una canción llamada "El Watusi", y aunque no inventó el estilo de baile, llegó a ser encasillado como relacionado con el estilo. La grabación de Barretto, "El Watusi" (Tico 419), debutó en el Billboard Hot 100 singles chart el 27 de abril de 1963 y se mantuvo en el Hot 100 durante 9 semanas; alcanzó su punto máximo en el #17 durante 9 semanas. The Ventures cubrieron la versión de Barretto en su álbum de 1965, Let's Go!.
"El Watusi" fue una de las inspiraciones de la canción de Exodus "The Toxic Waltz", de su álbum de 1989, Fabulous Disaster.
El Batusi apareció por primera vez en el episodio de estreno de la serie de televisión estadounidense de la década de 1960, basada en el personaje de historietas Batman.
Hay informes contradictorios sobre quién inventó el baile Bat-Tusi, que se convirtió en una moda nacional en la escena del baile. Una historia popular cuenta que fue inventado por el instructor de danza Arthur Murray para Batman, y supuestamente se realizó por primera vez en un cóctel en una discoteca de la ciudad de Nueva York, Harlow. Pero en una entrevista de la revista Wizard 2005, Adam West reclama el crédito por crear los movimientos únicos del Bat-tusi.

## Rendimiento
El Batusi se realiza haciendo una señal en V horizontal con los dedos índice y medio de ambas manos, y dibujándolos frente a los ojos, alejándolos del centro de la cara simultáneamente, con los ojos aproximadamente entre los dedos. Esto se realiza a tiempo con la música, y se mejora al continuar bailando con la mitad inferior del cuerpo, simultáneamente.

## En la cultura popular
- El Batusi fue visto en dos episodios de la serie original de Batman para Televisión. El primero, "Hi Diddle Riddle", fue el primer episodio de la serie y se emitió originalmente el 12 de enero de 1966. El segundo, "The Pharaoh's in a Rut", fue el episodio 28 y se emitió originalmente el 14 de abril de 1966.

- Reapareció en muchos programas de televisión, incluidos dos episodios de Los Simpsons,[6][7] Xena: La princesa guerrera,[8] y Everybody Loves Raymond,[9] y Shaggy se refiere al baile en un episodio de Scooby-Doo ¡Dónde estás![10] También ha sido visto en películas como Pulp Fiction, Antz y Return to the Batcave: The Misadventures of Adam and Burt.

- La portada de la historieta Solo #7 de DC presentaba un dibujo de Wonder Girl a mediados del Bat-tusi. La portada (por el escritor/artista Mike Allred) originalmente estaba destinada a ser uno de Adam West en su Batman de televisión, en la misma posición. Sin embargo, debido a tensiones no especificadas con respecto a la relación de DC con la compañía que produjo el programa de televisión de la década de 1960, Allred se vio obligado a presentar una portada diferente para el problema.[11]

- El Batusi se menciona en el episodio de Batman: The Brave and the Bold "¡El caos de la música, Meister! ", Durante la canción "Drives us bats!".

- El Batusi es interpretado por el personaje Fox Mulder en el episodio de 2016 de The X-Files, llamado " Babylon ".[12]

- Batman engaña a los Trogwogs para que bailen Batusi al final de Lego DC Comics Super Heroes: Justice League - Gotham City Breakout

- El Batusi se realiza en el episodio de Fugget About It "Royally Screwed" de Cheech Falcone y la Reina Isabel II.